# Gruppo Mosaicisti Ravenna
Il Gruppo Mosaicisti Ravenna è un'impresa italiana con sede a Ravenna, ricostituita nel 2008 a cura di Marco Santi, l'unico direttore artistico del gruppo, specializzata nel restauro di beni culturali e alla creazione di opere musive contemporanee.

## Storia
Il Gruppo Mosaicisti nasce nel 1948 con lo scopo di restaurare i beni culturali ravennati danneggiati durante secondo conflitto mondiale e realizzare opere musive contemporanee.
Il Gruppo fin da subito nasce con un accordo con l'Accademia di Belle Arti di Ravenna che prevedeva che ogni membro dell'impresa doveva essersi formato nella Scuola del Mosaico Ravennate.
Nel giro di pochi anni il Gruppo compie importanti lavori in Italia e all' estero, ottenendo grande visibilità dalla Mostra di Mosaici Antichi inaugurata nel 1951 nella città di Parigi.
Nel 1974 il Gruppo Mosaicisti si scioglie facendo nascere la "Cooperativa Mosaicisti dell' Accademia di Belle Arti di Ravenna", con lo scopo di garantire una maggior tutela al lavoro dei mosaicisti, per poi essere rinominata nel 1985 in "Cooperativa Mosaicisti", perdendo qualsiasi riferimento all'Accademia ravennate.
Nel 2008, Marco Santi ,presidente dell'impresa dal 1989 al 2006, ha apportato un cambiamento radicale ,liquidando la "Cooperativa Mosaicisti" e ricostituendola in "Gruppo Mosaicisti Ravenna"
Dal 2008, Santi e il Gruppo Mosaicisti Ravenna hanno condotto numerose opere musive e interventi di restauro in Italia e all' estero.

## Mostre e installazioni
- (1951) Mostra delle copie dei mosaici antichi - Parigi[4]
- (1959) Mostra dei mosaici moderni - Ravenna[5]
- (1974) Mosaico chiesa di Sankt Nikolai - Amburgo
- (2006 -) MUMO - Tornareccio[6]
- (2011) Giovanni Paolo II - Santuario del Divino Amore (Roma)[7]
- (2011) Sirena - Rotonda Punta Marina Terme (Ravenna)[8]
- (2017) “Scultura Mosaico – Il Colore della Scultura” (Museo Nazionale di Ravenna)[9]
- (2017) St. Charbel Makhluf - Cattedrale di San Patrizio (New York)[10]
- (2018) Restituzioni – Tesori d’Arte restaurati (Reggia di Venaria)[11]
- (2023) Episodi di mosaico contemporaneo – Palazzo Rasponi Delle Teste Ravenna[12][13]
- (2024) Fiore Stellato - Rotonda Andorra Ravenna[14][15]
- Mosaici contemporanei – Museo d’Arte della Città di Ravenna[16]